# Верхній Іст-Сайд
Верхній Іст-Сайд (англ. Upper East Side) іноді скорочено UES — район на Мангеттені у Нью-Йорку, обмежений приблизно 96-ю вулицею на півночі, Іст-Ривер на сході, 59-ю вулицею на півдні та Центральним парком і П'ятою авеню на захід. Ця територія включає кілька менших районів, зокрема Ленокс-Гілл, Карнегі-Гілл і Йорквіль. Колись відомий як район Шовкової панчохи, довгий час був найзаможнішим районом Нью-Йорка.
Верхній Іст-Сайд є частиною Манхеттенського району 8, його основні поштові індекси: 10021, 10028, 10065, 10075 і 10128. Патрулює його 19-й дільниця департаменту поліції Нью-Йорка.